# Tom Paxton 6
Tom Paxton #6 är den amerikanske trubaduren Tom Paxtons sjätte studioalbum, utgivet 1970. Albumet är producerat av Milton Okun (förutom "Molly Bloom" som producerades av Peter K. Siegel) och gavs ut på skivbolaget Elektra Records.
Detta var Paxtons sista studioalbum för Elektra Records. Det följdes dock av livealbumet The Compleat Tom Paxton året efter på samma bolag.
Albumet nådde Billboard-listans 184:e plats.

## Låtlista
Förutom där annat anges är samtliga låtar skrivna av Tom Paxton
1. "Whose Garden Was This"
2. "Forest Lawn"
3. "Annie's Going to Sing Her Song"
4. "Dogs at Midnight"
5. "Molly Bloom"
6. "Angeline Is Always Friday" (Bruce Woodley)
7. "Crazy John"
8. "Cindy's Cryin'"
9. "I've Got Nothing But Time"
10. "Saturday Night"
11. "Uncle Jack"
12. "Jimmy Newman"